# Zygothrica gracilipoeyi
Zygothrica gracilipoeyi är en tvåvingeart som beskrevs av Burla 1956. Zygothrica gracilipoeyi ingår i släktet Zygothrica och familjen daggflugor. Inga underarter finns listade i Catalogue of Life.